# Грицук Василь Васильович
Василь Васильович Грицук(нар. 21 листопада 1987, Кривий Ріг, Українська РСР) — український футболіст, атакувальний півзахисник.

## Життєпис
Вихованець криворізького клубу до якого потрапив у 2004 році. У чемпіонаті України дебютував 6 травня 2007 року в матчі «Кривбас» — «Іллічівець» (0:0). У зимові міжсезонні 2009 року перейшов в першоліговий «Нафтовик-Укрнафта», де відіграв за команду друге коло. Після цього два сезони провів за «Олександрію», а у 2011 році на рік повернувся до «Нафтовика-Укрнафти».
У 2012 вдруге в кар'єрі підписав контракт із «Олександрією», за яку надалі відіграв 9 сезонів. За цей час разом із клубом здобув комплект медалей Першої ліги, здобув бронзові нагороди Прем'єр-ліги у 2019-му та дебютував у єврокубках. Загалом провів за «Олександрію» 249 матчів у всіх турнірах і записав на свій рахунок 44 м'ячі. За цими показниками посідає друге місце серед гвардійців та бомбардирів клубу за всю історію.
У лютому 2021 року підписав контракт із житомирським «Поліссям». У сезоні 2022/23 із житомирянами виграв золоті нагороди першої ліги та здобув право виступати в еліті українського футболу, за що отримав звання «Майстер спорту України».

## Статистика
| Сезон                       | Команда                     | Турнір                      | М   | Г  |
| --------------------------- | --------------------------- | --------------------------- | --- | -- |
| 2006-07                     | «Кривбас»                   | Вища ліга                   | 6   | 0  |
| 2007-08                     | «Кривбас»                   | Вища ліга                   | 3   | 0  |
| 2008-09                     | «Кривбас»                   | Прем'єр-ліга                | 1   | 0  |
| Усього за Кривбас           | Усього за Кривбас           | Усього за Кривбас           | 10  | 0  |
| 2008-09                     | «Нафтовик-Укрнафта»         | Перша ліга                  | 9   | 1  |
| 2009-10                     | «Олександрія»               | Перша ліга                  | 12  | 1  |
| 2010-11                     | «Олександрія»               | Перша ліга                  | 30  | 4  |
| Усього за Олександрію       | Усього за Олександрію       | Усього за Олександрію       | 42  | 5  |
| 2011-12                     | «Нафтовик-Укрнафта»         | Перша ліга                  | 32  | 8  |
| Усього за Нафтовик-Укрнафта | Усього за Нафтовик-Укрнафта | Усього за Нафтовик-Укрнафта | 41  | 9  |
| 2012-13                     | «Олександрія»               | Перша ліга                  | 30  | 5  |
| 2013-14                     | «Олександрія»               | Перша ліга                  | 25  | 8  |
| 2014-15                     | «Олександрія»               | Перша ліга                  | 27  | 6  |
| 2015-16                     | «Олександрія»               | Прем'єр-ліга                | 18  | 2  |
| 2016-17                     | «Олександрія»               | Прем'єр-ліга                | 25  | 5  |
| 2017-18                     | «Олександрія»               | Прем'єр-ліга                | 29  | 5  |
| 2018-19                     | «Олександрія»               | Прем'єр-ліга                | 7   | 2  |
| 2019-20                     | «Олександрія»               | Прем'єр-ліга                | 15  | 1  |
| 2020-21                     | «Олександрія»               | Прем'єр-ліга                | 9   | 1  |
| Усього за Олександрію       | Усього за Олександрію       | Усього за Олександрію       | 228 | 40 |
| 2020-21                     | «Полісся»                   | Перша ліга                  | 15  | 2  |
| 2021-22                     | «Полісся»                   | Перша ліга                  | 18  | 2  |
| 2022-23                     | «Полісся»                   | Перша ліга                  | 21  | 8  |
| 2023-24                     | «Полісся»                   | Прем'єр-ліга                | 16  | 2  |
| Усього за Полісся           | Усього за Полісся           | Усього за Полісся           | 70  | 14 |

Вища/Прем'єр-ліга: 129 матчів — 18 голів
Перша ліга: 219 матчів — 45 голів

## Досягнення
- Бронзовий призер Прем'єр-ліги (1): 2018/19
- Переможець Першої ліги (2): 2014/15, 2022/23
- Срібний призер Першої ліги (1): 2013/14
- Бронзовий призер Першої ліги (1): 2012/13
- Півфіналіст Кубка України: 2015/16

### Індивідуальні
- Майстер спорту України: 2024[2]